# Räddningskryssaren Justus A. Waller
Räddningskryssaren Justus A. Waller var en av SSRS räddningskryssare.
Justus A. Waller byggdes på Fridhems varv i Lysekil 1920 och donerades till Svenska Sällskapet för Räddning af Skeppsbrutne (SSRS) av Sveriges Redareförening som en hyllning till sin ordförande, Justus A. Waller. Hon stationerades på den då nyuppsatta Käringöns räddningsstation, där hon tjänstgjorde till 1962. 
Justus A. Waller omstationerades från 1962 på Räddningsstation Fyrudden i Fyrudden i Gryts skärgård. Den köptes 1994 av Hasselakollektivet på Gotland, som restaurerade henne i Herrvik och använde henne som utbildningsfartyg för ungdomar. Hon såldes 2010 till en privatperson och hade 2016 Visby som hemmahamn.
Hon k-märktes 2019.